# Michaël Guigou
Michaël Guigou (28 de gener de 1982, Apt, Vaucluse) és un jugador francès d'handbol que juga en la Lliga francesa amb el Montpeller HB. Actualment és un dels components de la selecció d'handbol de França, on és internacional des del 2002.

## Equips
- Avignon (1998-1999)
- Montpeller HB (1999-present)

## Palmarès

### Montpeller HB
- Lliga de Campions (2003)
- Lliga Francesa (2002, 2003, 2004, 2005, 2006, 2008, 2009, 2010, 2011 i 2011)
- Copa de França (2001, 2002, 2003, 2005, 2006, 2008, 2009, 2010 i 2012)
- Copa de la Lliga de França (2004, 2005, 2006, 2007, 2008, 2010, 2011 i 2012)
- Supercopa de França (2010 i 2011)

### Selecció nacional

#### Campionat del Món
- Medalla de bronze en el Campionat del Món de 2005
- Medalla d'or en el Campionat del Món de 2009
- Medalla d'or en el Campionat del Món de 2011

Campió del Món 2015 a Qatar

#### Campionat d'Europa
- Medalla d'or en el Campionat d'Europa de 2006
- Medalla de bronze en el Campionat d'Europa de 2008
- Medalla d'or en el Campionat d'Europa de 2010
- Medalla d'or en el Campionat d'Europa de 2014

#### Jocs Olímpics
- Medalla d'or en els Jocs Olímpics de 2008
- Medalla d'or en els Jocs Olímpics de Londres 2012
- Medalla de plata en els Jocs Olímpics de Rio de Janeiro 2016

### Consideracions personals
- Millor extrem de la lliga francesa (2005)
- Millor extrem de la lliga francesa (2006)
- Millor extrem de la lliga francesa (2007)
- Millor extrem del mundial (2009)
- Portador de la Legió d'Honor